# NGC 4174
NGC 4174 (другие обозначения — UGC 7206, KUG 1209+294B, MCG 5-29-34, ARAK 351, ZWG 158.44, HCG 61D, MK 761, PRC C-39, PGC 38906) — галактика в созвездии Волосы Вероники.
Этот объект входит в число перечисленных в оригинальной редакции «Нового общего каталога».
Галактика NGC 4174 входит в состав группы галактик NGC 4185. Помимо NGC 4174 в группу также входят ещё 12 галактик.
В галактике наблюдается повышенное ультрафиолетовое излучение, и потому её относят к галактикам Маркаряна. Причиной является всплеск звездообразования из-за взаимодействия с соседними галактиками.